# Herbert B. Warburton

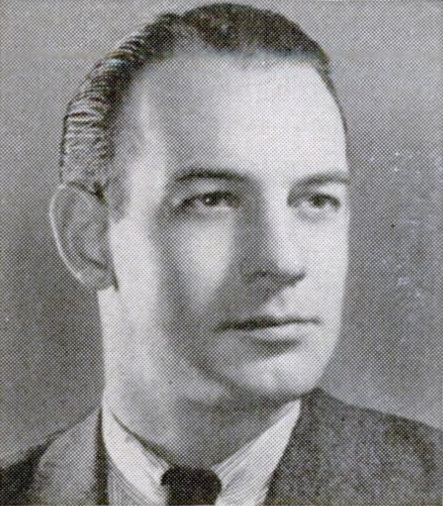
Herbert B. Warburton

Herbert Birchby Warburton (* 21. September 1916 in Wilmington, Delaware; † 30. Juli 1983 in Lewes, Delaware) war ein US-amerikanischer Politiker. Zwischen 1953 und 1955 vertrat er den Bundesstaat Delaware im US-Repräsentantenhaus.

## Werdegang
Herbert Warburton besuchte die öffentlichen Schulen in Wilmington und Reading (Pennsylvania). Danach studierte er bis Juni 1938 an der University of Delaware in Newark. Anschließend folgte bis 1941 ein Jurastudium an der Dickinson School of Law in Carlisle (Pennsylvania). Während des Zweiten Weltkriegs war Warburton Offizier in der US-Armee. Bis zu seinem Ausscheiden aus dem Militärdienst im Dezember 1945 hatte er den Rang eines Majors erreicht.
Im Jahr 1942 war er wegen seines Militärdienstes in Abwesenheit als Rechtsanwalt zugelassen worden. Ab Januar 1946 begann er diesen Beruf in Wilmington auszuüben. Zwischen 1949 und 1952 war er Prozessanwalt dieser Stadt. Politisch war Warburton Mitglied der Republikanischen Partei. 1952 wurde er mit 52 % der Wählerstimmen gegen den Demokraten Joseph S. Scannell in das US-Repräsentantenhaus in Washington, D.C. gewählt. Dort löste er am 3. Januar 1953 Cale Boggs ab. Da er aber im Jahr 1954 auf eine erneute Kandidatur verzichtete, konnte er bis zum 3. Januar 1955 nur eine Legislaturperiode im Kongress verbringen.
Bei den gleichen Kongresswahlen im Jahr 1954 kandidierte Warburton erfolglos für den US-Senat. Dabei unterlag er mit 43 % zu 57 % der Stimmen dem Demokraten J. Allen Frear. Von 1955 bis 1957 arbeitete Warburton für das Bundesarbeitsministerium und zwischen 1957 und 1961 war er Berater des Postministeriums. Danach war er bis 1964 administrativ für seine Partei in einen Unterausschuss des Kongresses (House Government Operations Subcommittee) tätig. Später war er Geschäftsführer der amerikanischen Orthese- und Prothetik-Vereinigung.